# کلید اف‌ان

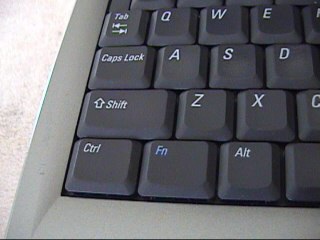
کلید fn بر روی لپ تاپ dell مدل ۱۱۵۰

اف‌ان کی یا همان key Fn، فرم کوتاه برای عملکرد، یک کلید اصلاح کننده در بسیاری از صفحه کلیدها، به ویژه در لپ تاپ‌ها است که در یک طرح جمع و جور برای ترکیب کلیدهایی که معمولاً جداگانه نگهداری می‌شوند، استفاده می‌شود. به دلیل محدودیت‌های اندازه صفحه کلید، معمولاً در لپ تاپ‌ها یافت می‌شود. همچنین در بسیاری از صفحه کلیدهای «چندرسانه ای» با اندازه کامل به عنوان کلید F-Lock یافت می‌شود. این کار عمدتاً به منظور تغییر سریع تنظیمات صفحه نمایش یا صدا مانند روشنایی یا میزان صدا است و همراه با کلید مناسب برای تغییر تنظیمات نگه داشته می‌شود.

## طرح بندی فشرده
به‌طور معمول، در یک طرح جمع و جور، ناحیه اصلی صفحه کلید (حاوی کلیدهای حرفی) تقریباً با همان صفحه کلید با اندازه کامل نگه داشته می‌شود و صفحه کلید عددی برای به اشتراک گذاشتن گروهی از کلیدهای مرکزی منتقل می‌شود. این به تایپیست‌ها اجازه می‌دهد متن را بدون نیاز به یادگیری طرح جدید وارد کنند. نمادی که از طریق فشار دادن Fn به آن دسترسی پیدا می‌شود، اغلب با قلم کوچکتر، یک جعبه یا رنگ متفاوت (معمولاً آبی اما گاهی نارنجی) روی کلید چاپ می‌شود.